# Kathleen Nord
Kathleen Nord (Magdeburgo, RDA, 26 de diciembre de 1965 - 24 de febrero de 2022) fue una nadadora alemana especializada en pruebas de estilo mariposa, donde consiguió ser campeona olímpica en 1988 en los 200 metros, y y cinco veces campeona de Europa.

## Carrera deportiva
En los Juegos Olímpicos de Seúl 1988 ganó la medalla de oro en los 200 metros estilo mariposa, con un tiempo de 2:09.51 segundos, por delante de la también alemana Birte Weigang y la estadounidense Mary T. Meagher (bronce con 2:10.80 segundos).
Además, en el Campeonato Mundial de Natación de 1986 ganó el oro en los 400 metros estilos, y el bronce en los 200 metros estilos.
Tras la reunificación alemana, Feldvoss puso fin a su carrera. Emigró a Estados Unidos junto a su marido Jörg, un ex nadador de Elmshorn. Allí, Jörg Feldvoss recibió una cátedra de matemáticas en la Universidad del Sur de Alabama. Después de regresar a Magdeburgo (2013), continuó involucrada en la natación como entrenadora.
Fue distinguida con la Orden Patriótica al Mérito de Oro.
Su marido Jörg Feldvoss confirmó a la Asociación Alemana de Natación (DSV) el fallecimiento de la deportista olímpica de natación,a los 56 años, como consecuencia de una enfermedad. Tenía cuatro hijas.